# Juriques
Der Juriques ist ein erloschener Schichtvulkan in der Cordillera Occidental auf der Grenze zwischen Bolivien und Chile. Der 5704 m hohe Berg liegt direkt neben dem rund 200 Meter höheren Vulkan Licancabur. Sein Gipfel ist durch einen  Krater mit bis zu 1,5 Kilometer Durchmesser geprägt.

## Geschichte

### Entstehung des Namens
Der Name Juriques bedeutet „kopflos“ in der Sprache der Kunza und referenziert eine Legende aus der Kosmogonie der Atacameños.

### Erstbesteigung
Die Erstbesteigung in der Neuzeit ist laut American Alpine Club im Jahr 1972 erfolgt.

## Lage und Umgebung
Der Berg befindet sich in der Reserva Nacional de Fauna Andina Eduardo Abaroa. Am Fuß des Vulkans liegen die Laguna Blanca und die Laguna Verde. Der nächstgelegene Ort ist das circa 50 Kilometer weiter westlich gelegene San Pedro de Atacama.

## Routen zum Gipfel
Der Gipfel kann von San Pedro de Atacama im Rahmen einer einfachen Tagestour erreicht werden. Der direkte Route verläuft an der bis zu 40° steilen Südwestflanke des Vulkans. Alternative Anstiege sind möglich vom Sattel zum Licancabur über die Westflanke oder die direkte Route von der Schutzhütte an der Laguna Blanca.